# Comité Nacional de Seguridad en el Transporte
El Comité Nacional de Seguridad en el Transporte (en Indonesio: Komite Nasional Keselamatan Transportasi, (KNKT), es una agencia del gobierno de indonesia encargada de investigar las deficiencias de seguridad del transporte aéreo, terrestre, ferroviario y marítimo.

## Sede de la KNKT

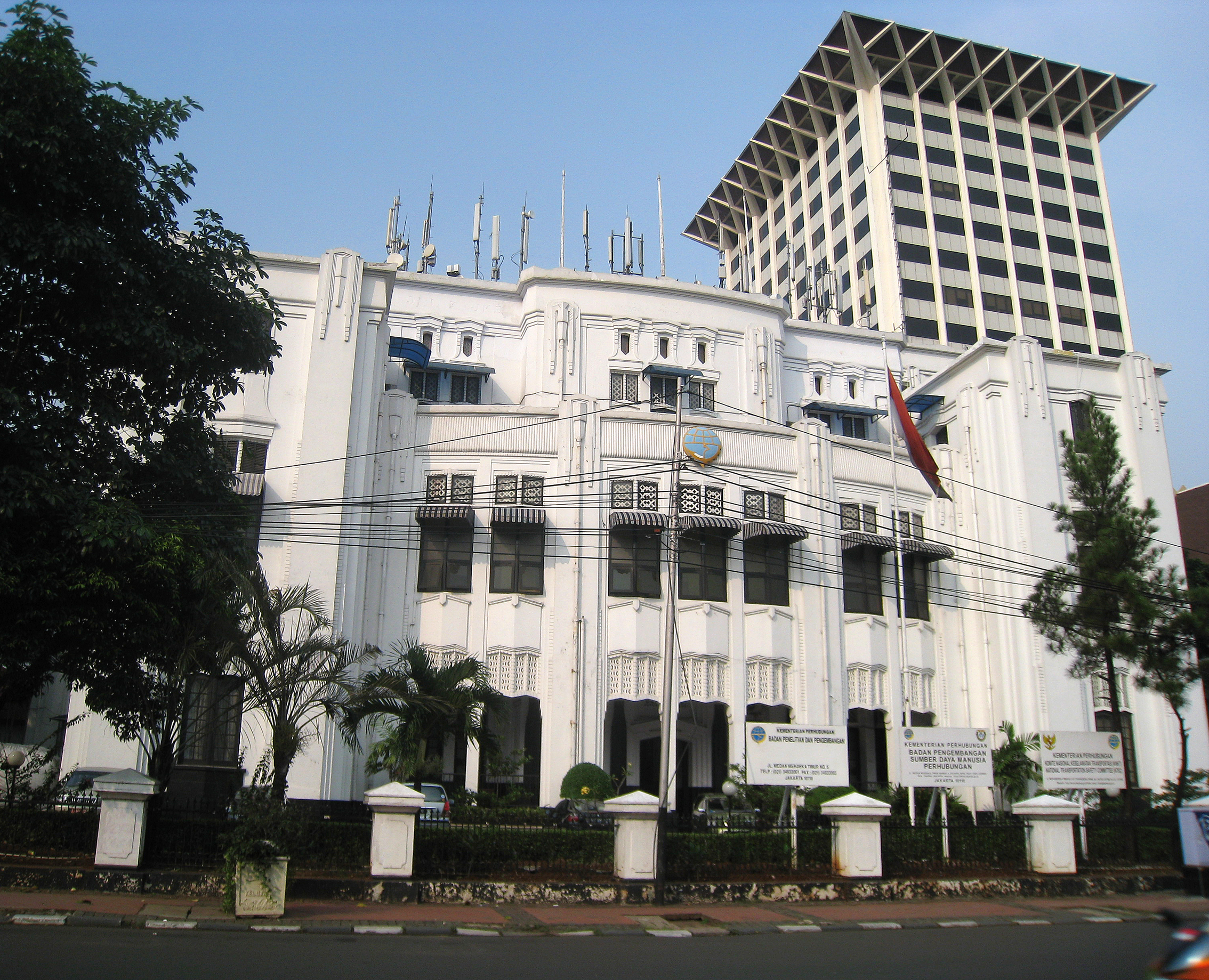
La Oficina central de la KNKT en el edificio de transporte (Gedung Transportasi), Yakarta, en el tercer piso.

La KNKT tiene su sede en el tercer piso del edificio del Ministerio de Transporte de Indonesia en Yakarta Central, Yakarta. Anteriormente era parte del Ministerio de Transporte de Indonesia, antes de que se estableciera como agencia independiente directamente bajo el presidente en 2012. La Comisión de Investigación de Accidentes de Aviación (AAIC, en indonesio: Komisi Penelitian Penyebab Kecelakaan Pesawat Udara, (KPPKPU)) investiga, junto a la KNKT, los  accidentes e incidentes de aviación.

## Historia
La KNKT fue creada por decreto presidencial en 1999. A raíz de sus investigaciones, la KNKT regula, crea, y pública las recomendaciones destinadas a prevenir las causas de accidentes vuelvan a ocurrir.
La KNKT enfatiza que:

"El único objetivo de sus investigaciones es prevenir la recurrencia de accidentes, más no asignar culpabilidades o responsabilidades a los acusados de las causas que provocaron el accidente.

En 2000, poco después de su creación, la KNKT emitió un informe sobre el accidente del vuelo 185 de SilkAir, en el que murieron 104 personas, en el que se afirmaba que la agencia no logró determinar la causa del accidente. La Junta Nacional de Seguridad del Transporte de los Estados Unidos (NTSB), que también había colaborado en la investigación del vuelo 185, informó a los investigadores de la KNKT que la causa del accidente fue el suicidio del piloto (en este caso el capitán) a través de una carta redactada y enviada el 11 de diciembre del mismo año.
Sin embargo, el primer accidente de aviación investigado por la KNKT fue el vuelo 152 de Garuda Indonesia, en el que murieron 234 personas. Esto ocurrió menos de tres meses antes del accidente de SilkAir. El informe del vuelo 152 se emitió en 2004 (tras haber sido obstaculizado por el accidente de SilkAir), en el que se afirmaba que la agencia había determinado que la causa del accidente del vuelo 152 fue un error del piloto al no razonar sobre su rumbo exacto y un error del control del tráfico aéreo al confundirse de órdenes entre dos aeronaves y darle el rumbo erróneo al vuelo 152 llevándolo directamente hacia la montaña. 